# Lijst van afleveringen van Prison Break (seizoen 1)
Deze lijst bevat de afleveringen van het eerste seizoen van Prison Break, een Amerikaanse televisieserie van de zender FOX. Het vertelt het verhaal van de ontsnapping uit de Fox River State-gevangenis.

## Personages seizoen 1

### Hoofdpersonages
| Personage                        | Acteur              |
| -------------------------------- | ------------------- |
| Lincoln Burrows                  | Dominic Purcell     |
| Michael Scofield                 | Wentworth Miller    |
| Fernando Sucre                   | Amaury Nolasco      |
| Sara Tancredi                    | Sarah Wayne Callies |
| Brad Bellick                     | Wade Williams       |
| Veronica Donovan                 | Robin Tunney        |
| John Abruzzi                     | Peter Stormare      |
| Theodore "T-Bag" Bagwell         | Robert Knepper      |
| L.J. Burrows                     | Marshall Allman     |
| Paul Kellerman                   | Paul Adelstein      |
| Benjamin Miles "C-Note" Franklin | Rockmond Dunbar     |

### Terugkerende personages
| Personage                  | Acteur              |
| -------------------------- | ------------------- |
| Charles Westmoreland       | Muse Watson         |
| Henry Pope                 | Stacy Keach         |
| David "Tweener" Apolskis   | Lane Garrison       |
| Charles "Haywire" Patoshik | Silas Weir Mitchell |
| Nick Savrinn               | Frank Grillo        |
| Caroline Reynolds          | Patricia Wettig     |
| Danny Hale                 | Danny McCarthy      |

| Seizoen één | Seizoen één                        | Seizoen één       | Seizoen één       | Seizoen één       |
| Nr.         | Titel aflevering                   | Uitzenddatum VS   | Uitzenddatum NL   | Uitzenddatum BE   |
| ----------- | ---------------------------------- | ----------------- | ----------------- | ----------------- |
| 1           | Pilot                              | 29 augustus 2005  | 16 maart 2006     | 10 september 2006 |
| 2           | Allen                              | 29 augustus 2005  | 25 maart 2006     | 10 september 2006 |
| 3           | Cell Test                          | 4 september 2005  | 30 maart 2006     | 17 september 2006 |
| 4           | Cute Poison                        | 12 september 2005 | 6 april 2006      | 17 september 2006 |
| 5           | English, Fitz or Percy             | 19 september 2005 | 13 april 2006     | 24 september 2006 |
| 6           | Riots, Drills and the Devil Deel 1 | 26 september 2005 | 20 april 2006     | 24 september 2006 |
| 7           | Riots, Drills and the Devil Deel 2 | 3 oktober 2005    | 27 april 2006     | 1 oktober 2006    |
| 8           | The Old Head                       | 24 oktober 2005   | 4 mei 2006        | 1 oktober 2006    |
| 9           | Tweener                            | 31 oktober 2005   | 11 mei 2006       | 8 oktober 2006    |
| 10          | Sleight of Hand                    | 7 november 2005   | 18 mei 2006       | 8 oktober 2006    |
| 11          | And Then There Were 7              | 14 november 2005  | 25 mei 2006       | 15 oktober 2006   |
| 12          | Odd Man Out                        | 21 november 2005  | 1 juni 2006       | 15 oktober 2006   |
| 13          | End of the Tunnel                  | 28 november 2005  | 8 juni 2006       | 22 oktober 2006   |
| 14          | The Rat                            | 20 maart 2006     | 24 augustus 2006  | 22 oktober 2006   |
| 15          | By the Skin and the Teeth          | 27 maart 2006     | 31 augustus 2006  | 29 oktober 2006   |
| 16          | Brother's Keeper                   | 3 april 2006      | 7 september 2006  | 29 oktober 2006   |
| 17          | J-Cat                              | 10 april 2006     | 14 september 2006 | 5 november 2006   |
| 18          | Bluff                              | 17 april 2006     | 21 september 2006 | 5 november 2006   |
| 19          | The Key                            | 24 april 2006     | 28 september 2006 | 12 november 2006  |
| 20          | Tonight                            | 1 mei 2006        | 5 oktober 2006    | 12 november 2006  |
| 21          | Go                                 | 8 mei 2006        | 12 oktober 2006   | 19 november 2006  |
| 22          | Flight                             | 15 mei 2006       | 19 oktober 2006   | 19 november 2006  |

## Pilot

### Gebeurtenissen

#### De Bankoverval
De aflevering begint met hoofdpersoon Michael, die een levensgrote tatoeage op zijn buik, rug en armen heeft laten zetten. In de daaropvolgende scène rukt hij allerlei papieren van de muur en gooit de harde schijf van zijn computer vanaf het balkon in de Chicago rivier. Vervolgens is te zien hoe Michael Scofield een bank probeert te overvallen en zichzelf gemakkelijk laat arresteren. Dit doet hij om in de gevangenis te komen bij zijn broer en hem te bevrijden. Hij bedenkt van tevoren een uitgekiend plan.

#### De gevangenis
Michael moet vijf jaar lang de gevangenis in. Hoewel hij geen protest tegen zijn straf indient, tot onvrede van zijn advocate Veronica Donovan, heeft hij wel een verzoek: geplaatst worden in een gevangenis dicht bij zijn woonplaats. De rechter willigt dat verzoek in en hij gaat naar Fox River State Penitentiary, dezelfde gevangenis als waar zijn broer zit.
Als Michael in de gevangenis zit, vraagt hij aan zijn advocate om de zaak van zijn broer te bekijken. Dat Lincoln, de broer van Michael, de broer van de vicepresident van de Verenigde Staten van Amerika zou hebben vermoord zou in scène zijn gezet.

#### De injecties van de dochter van de gouverneur
Michael ontmoet de dokter, Tancredi, die hem zijn insulineprikken geeft voor zijn diabetes. Later blijkt dat het lichaam van Michael reageert alsof hij geen suikerziekte heeft (het glucosegehalte in zijn bloed is te laag). De volgende keer gaat dokter Tancredi, tevens de dochter van de gouverneur, een aantal tests met Michael doen om te zien of hij echt suikerziekte heeft. Via Fernando Sucre (de celmaat van Michael) stapt Michael op ene C-note af, een gevangene die voor hem medicijnen kan regelen. Hij vraagt naar PUGNAc, een geneesmiddel dat de werking van insuline blokkeert. Michael heeft dus helemaal geen diabetes, maar wil regelmatig bij de dokter langsgaan als deel van zijn plan.

#### De Taj Mahal op schaal
Henry Pope, de directeur van de gevangenis, komt erachter dat Michael helemaal niet werkloos is zoals hij heeft ingevuld op een formulier. Michael is een bouwkundig ingenieur, hij werkte bij een bedrijf dat zich gespecialiseerd heeft in civiele techniek, met name het ontwerpen van ingewikkelde systemen. Directeur Pope legt hem uit dat vanwege het veertig jaar getrouwd zijn met zijn vrouw hij bezig is met het bouwen van een Taj Mahal van tandenstokers. Omdat het geheel wankel is geworden vraagt hij hulp aan Michael. Michael is echter niet enthousiast en zegt liever op de buitenplaats rond te hangen.

#### Het huwelijksaanzoek van Sucre
Sucre, de celmaat van Michael, doet zijn vriendin een huwelijksaanzoek in een brief en bij een ontmoeting later geeft zij het verlossende jawoord. Sucre informeert aan het eind van het bezoek hoe ze bij de gevangenis gekomen is. Ze is gebracht door Hector en dat jaagt Sucre op, want iemand rijdt niet zomaar een paar honderd kilometer voor haar.

#### De wiet van Lincoln Junior
De zoon van Lincoln, LJ (Lincoln Junior), heeft zichzelf in duistere zaken gemengd en wordt opgepakt vanwege het bezit van marihuana. De moeder van LJ schijnt niet tot hem door te kunnen dringen dus neemt zij hem mee naar zijn vader. Het gesprek escaleert en LJ loopt boos weg met de woorden dat zijn vader voor hem al lang geleden overleden is.

#### De geheime dienst en het bezoek aan de bisschop
Twee agenten van de Amerikaanse geheime dienst bezoeken bisschop McMorrow omdat hij veel invloed heeft op de gouverneur, de gouverneur is de enige die executie eventueel nog zou kunnen stoppen. De agenten proberen hem nog te chanteren met belastingfraude maar de bisschop wordt daar niet warm of koud van. In een later fragment wordt de bisschop met een gedempt pistool gedood.

#### Gevangeniswerk onder leiding van Abruzzi
Michael wil gaan werken bij P.I. (letterlijk: Prison Industries, gevangeniswerk), dat probeert hij te regelen via de beruchte John Abruzzi door te zeggen dat hij Fibonacci heeft. Fibonacci is een man die ervoor kan zorgen dat belangrijke vrienden van Abruzzi in de gevangenis belanden. Abruzzi en Michael gaan met elkaar op de vuist en de situatie loopt uit de hand. De directeur, Henry Pope, wil Michael in een isoleercel stoppen, maar hij beweert dat het zonde zou zijn als de Taj Mahal niet op tijd af zou komen.

Uiteindelijk lukt het hem te werken bij P.I., en daar laat hij Lincoln een bijzondere tatoeage zien, hij heeft de blauwdrukken van de gevangenis op zijn lichaam laten tatoeëren.

### Titelverklaring Aflevering 1
De titel pilot refereert simpelweg naar het feit dat het de eerste aflevering van de serie is.

## Allen

### Gebeurtenissen

#### Het mysterie rondom Westmoreland
De tweede aflevering begint met een scène van een spelletje dammen tussen Michael Scofield en Charles Westmoreland. Charles Westmoreland wordt in de gevangenis vaak gekoppeld aan de fabuleuze D.B. Cooper, Westmoreland zelf beweert dat hij hem niet is. Michael vertelt aan Charles dat hij erover denkt om te ontsnappen. Charles denkt dat dat maar hersenspinsels zijn die iedere gevangene weleens heeft als hij achter slot en grendel komt te zitten.

#### Rassenoorlog aanstaande
De spanning tussen de verschillende rassen laait op. De bewakers doen een inspectie en net op het moment dat Michael het mes van Sucre wil weggooien is het te laat. Sucre draait op voor het delict en moet een hele tijd de isoleercel in. Sucre wordt in zijn isoleercel helemaal gek, omdat hij niet mag bellen met zijn verloofde. Daardoor denkt zij dat hij haar verjaardag is vergeten.

#### De speciale schroef
Michael heeft een schroef uit een tribunebank nodig om zijn toilet te demonteren. De tribunebank waar die schroef in zit wordt echter beheerd door T-Bag, een pedofiel. Zodra hij de schroef met behulp van een munt eruit heeft gehaald moet hij hem bij T-Bag inleveren. Michael wordt min of meer verplicht mee te doen aan de rassenoorlog: de blanken en de zwarten zijn van plan elkaar zeer binnenkort aan te vallen. Doordat de persoon die hem de PUGNAc moet bezorgen 'zwart' is (en Michael blank), krijgt hij zijn insulineblokkeerder niet. Michael vreest dat hij bij de dokter door de mand zal vallen. De dokter wil namelijk gaan controleren of Michael wel echt een diabeet is.

#### De videoband
De advocate, Veronica Donovan, gaat ondertussen op zoek naar het dossier van Lincoln Burrows. Zij krijgt via de advocaat die Lincolns zaak toen verdedigde een videoband met beelden uit de parkeergarage. Er staat op hoe Lincoln naar de auto loopt en schiet. Zij gaat naar Lincoln toe (vroeger hadden ze een relatie met elkaar) en zegt dat hij moet stoppen met het vernielen van andere levens, zoals die van Michael. Ze discussiëren over de videoband.

Later in de aflevering is er nog te zien hoe Veronica een vrouw ontmoet die het een en ander van de zaak weet. Zij is echter enorm bang dat ze haar zullen vermoorden als ze een officiële verklaring aflegt.
De twee geheim agenten zijn in deze aflevering ook weer van de partij. De advocaat die Lincoln toen vertegenwoordigde heeft een videoband aan Veronica gegeven, ze vragen zich af waarom. Hij heeft haar een kopie van de videoband gegeven omdat zij toen Lincolns vriend was en ze was onder de indruk dat hij onschuldig was, aan de hand van de videoband zou ze het kunnen afsluiten, er vrede mee kunnen hebben, zegt de advocaat.

#### Rassenoorlog uitgebroken
De rassenoorlog breekt uit en Michael gaat zijn schroef bij T-Bag (de witten) halen, C-Note, de man die hem PUGNAc zou bezorgen, ziet dat en hij wordt zelfs nog door hen geholpen. Michael heeft nu een probleem met T-Bag, maar is in ieder geval in bezit van de schroef. Hij krast op de vloer met zijn verkregen schroef zodat de schroef eruitziet als een inbussleutel, met die inbussleutel kan hij het toilet in zijn cel demonteren.

#### Insulineblokkeerder
De volgende morgen ontvangt hij zijn PUGNAc, van C-Note, hij moet daarna echter meteen richting de ziekenboeg voor de test of hij echt diabetes type 1 heeft. De test wijst uit dat, het lijkt alsof hij diabetes heeft. Michael is opgelucht. Sara vindt het raar dat Michael opgelucht is.

#### Het koele bloed van John Abruzzi
John Abruzzi werd eerder in de aflevering door twee vrienden benaderd om snel de locatie van Fibonacci uit te zoeken. Falzone, een van zijn vrienden die in de gevangenis zou zitten als Fibonacci zou getuigen, chanteert Abruzzi door te dreigen zijn kinderen wat aan te doen.
De aflevering eindigt dan ook met een gruwelijke poging van Abruzzi om de locatie van Fibonacci uit Michaels mond te krijgen. Michael zwijgt, wat resulteert in een maat van Abruzzi die met de snoeischaar Michaels twee kleinste tenen aan zijn linkervoet afknipt.

### Titelverklaring Aflevering 2
Aan het begin van de aflevering schrijft Michael de tekst Schweitzer allen 11121147 over van zijn tatoeage. "Schweitzer" blijkt het soort toilet, "Allen" de inbussleutel en het nummer staat voor het serienummer. Doordat een van de bewakers, Brad Bellick, zijn cel controleert en met een potlood over het laatst gebruikte papiertje van het schrijfblok krast komt hij de tekst Schweitzer Allen tegen. Bellick denkt dat het de naam van een gevangene is.

## Cell Test

### Gebeurtenissen
- Michael mist twee tenen en loopt daardoor moeilijk, dokter Tancredi is bezorgd over zijn situatie.
- Sucre heeft problemen met het bereiken van zijn verloofde. Michael weet niet of hij Sucre kan vertrouwen en voert een test uit, hij verstopt een neptelefoon. Sucre vertelt dit aan de anderen maar als Lincoln hem verraadt aan de bewakers houdt hij verstandig genoeg zijn mond. Sucre hoeft nog maar 16 maanden en wil niet meewerken aan de ontsnapping. Hij verhuist naar een andere cel, maar uiteindelijk gaat hij er wel aan meedoen.
- T-Bag zorgt voor een gevaarlijk wapen, omdat hij Michael nog moet terugpakken. Abruzzi lijkt hem aanvankelijk te helpen, maar houdt hem uiteindelijk tegen. Abruzzi weet dat Michael niet zal breken door lichamelijke pijn en besluit hem te helpen bij de ontsnapping in ruil voor de schuilplaats van Fibonacci.
- Veronica Donovan bezoekt ondertussen Letitia die meer weet van de dood van de broer van de vicepresident. Als ze even weg is om te roken neemt de geheime dienst Laetitia mee. Het gaat allemaal heel snel en voordat Veronica het beseft hebben ze Laetitia al meegenomen. Ze schieten haar even later op een afgelegen plaats dood. Door al het gedoe met de zaak heeft Veronica haar verloofde weinig gezien en gesproken. Hij verbreekt de verloving en verlaat haar.
- Haywire, net ontslagen bij psychiatrie, wordt de nieuwe celmaat van Michael. Als Michael 's nachts aan de slag wil gaan, merkt hij dat Haywire wakker is. Haywire heeft een bepaalde ziekte, waardoor hij nooit slaapt.

### Titelverklaring Aflevering 3
De naam cell test heeft betrekking op het vertrouwen tussen Michael Scofield en zijn celmaat Fernando Sucre. Michael moet zeker weten dat hij te vertrouwen is en verzint een test. "Cell" slaat ook terug op de cellphone, de neptelefoon die Scofield verstopt om Sucre te testen.

## Cute Poison

### Gebeurtenissen
- Lincoln droomt dat hij al geëxecuteerd wordt.
- Hector bezoekt Sucre en vertelt hem dat zijn verloofde, Maricruz, niet langer zijn verloofde is en dat Hector en Maricruz samen verdergaan. Sucre is woest. Hij wil zo snel mogelijk uit de gevangenis en wordt later in de aflevering weer de celmaat van Michael.
- Haywire is geobsedeerd door de tatoeages van Michael en probeert er tekeningen van te maken terwijl hij roept dat de tatoeages een soort doolhof vormen. Om van Haywire af te komen stoot Michael een aantal keer hard met zijn hoofd tegen de tralies en roept vervolgens een bewaker, hij doet alsof Haywire het heeft gedaan en Haywire wordt meegenomen. Sucre neemt zijn plaats weer in. 's Nachts werken ze aan een gat in de cel achter de toilet. Omdat er een muur achter zit die kapotgetrapt moet worden gaat Sucre hard zingen terwijl Michael de muur kapottrapt.
- Veronica Donovan praat met Lincoln en gaat hem officieel verdedigen als advocaat. Lincoln noemt Project Justice als een optie. Veronica gaat daar op bezoek, maar de man die ze ontmoet daar, Benjamin Forsik, wil haar niet helpen. In een latere scène komt Nick (ook van Project Justice) naar haar toe, hij wil haar wel helpen.
- Michael moet verder met zijn plannen en zorgt voor twee verschillende tubes stoffen. Als de inhoud ervan bij elkaar gegooid wordt reageert de stof agressief, hij heeft het nodig om een gat in een afvoerrooster te maken in de ziekenzaal waar hij door Sara (dokter Tancredi) behandeld wordt.
- In de slotscène informeert een geheim agent zijn partner dat Michael Scofield de volgende dag overgeplaatst wordt naar een andere gevangenis.

### Titelverklaring Aflevering 4
Cute Poison refereert aan de twee stoffen die met elkaar reageren als ze bij elkaar gedaan worden. In een flashback zien we Michael de woorden cute poison opschrijven over de tekst van een scheikundige formule met fosforzuur en kopersulfaat.

("Phoric Acid reacts violently when combined with sulphate acids.")

Michael zorgt voor twee verschillende tubes en gooit de stoffen bij elkaar in het afvoerrooster van de infirmary om zo een gat te maken onder in dat rooster.

## English, Fitz or Percy

### Gebeurtenissen
- De geheime dienst bezoekt Henry Pope, de gevangenisdirecteur, en wil dat Michael wordt overgeplaatst. De geheime dienst intimideert hem met zijn duistere verleden. Michael wil koste wat kost zijn overplaatsing tegenhouden. Het lukt hem bijna door een verzoek tot verbod tegen overplaatsing in te dienen. Hij zegt dat hij sinusitis heeft. Onder druk van de geheime agenten moet Pope hem toch laten overplaatsen. Hij vernietigt Michaels verzoek. Op het moment dat Michael bijna in de bus zit om overgeplaatst te worden, houdt de directeur het toch tegen wegens de medische redenen (Michael heeft sinusitis, de lucht van de rivier houdt zijn luchtwegen vrij, maar in de andere gevangenis zou dit niet zo zijn).
- Michael moet bepalen via welke route ze gaan ontsnappen. Hij doet alsof hij langer door moet werken aan de Taj Mahal in het kantoor van de directeur. Abruzzi helpt hem met een sleutel die hij nodig heeft om door de andere deur het kantoor uit te komen. De 'voordeur' wordt namelijk bewaakt door de secretaresse en een bewaker. Michael voegt zich bij de andere gevangenen en in zijn cel gaat hij door het gat achter de wastafel het dak op. De telling in de gevangenis mist hij en er wordt groot alarm geslagen. Michael let vanaf het dak op waar alle politie zich bevindt. Als hij zijn informatie heeft, keert hij vlug terug naar het kantoor van Henry Pope, waar hij doet alsof daar de hele tijd was.
- Nick en Veronica bekijken ondertussen de videoband van de parkeergarage. Ze gaan met de videoband naar een kennis van Nick die ontdekt dat de videoband vals is doordat de echo van het geluid niet klopt. Hij wil alleen een officiële verklaring afleggen als hij de originele videoband heeft bestudeerd, Veronica heeft namelijk een kopie. Als ze de originele band willen halen is dat bewijsmateriaal verloren gegaan, een leiding heeft de hele boel onder water gezet. Als ze thuiskomen is de kopie van de videoband gestolen. Veronica verdenkt eerst Nick ervan dat hij er iets mee te maken zou hebben.

### Titelverklaring Aflevering 5
English, Fitz en Percy zijn straatnamen. Als Michael op het dak zit worden English en Percy overspoeld door politieauto's. Fitz Street blijft leeg. Zo weet Michael dat hij daar moet ontsnappen.

## Riots, Drills and the Devil Deel 1

### Gebeurtenissen
- Doordat er vaak gecontroleerd wordt kan Michael in het gat niet doen wat hij moet doen. Fernando Sucre heeft het idee om een lock-down te veroorzaken door de airconditioning uit te schakelen. Michael kan bij de airconditioning komen via het gat en het idee van Sucre heeft zijn uitwerking. De situatie escaleert echter volledig. De gevangenen breken door een aantal deuren en nemen de A-vleugel, het deel van de gevangenis waar ze zitten, over. T-Bag komt er samen met een gegijzelde bewaker per ongeluk achter dat een groep andere mensen, Michael, Lincoln, Sucre en Abruzzi aan het ontsnappen zijn en forceert zich erin door te dreigen anders zijn mond open te doen. Niemand is blij dat hij ook meedoet.
- Michael en Sucre gaan het gat achter het toilet in en moeten een muur zien te breken om toegang te krijgen tot een oud rioleringsstelsel. Door op de juiste plaatsen te boren kunnen ze die muur slopen. Ze maken een begin.
- Ook in de ziekenboeg is de situatie geëscaleerd. De gevangenen hebben de dokter, Sara Tancredi, in een kamertje opgesloten. Als Michael dat ziet op een van de bewakingscamera's, twijfelt hij geen seconde en probeert haar te redden.
- In de buitenwereld vertrouwt Veronica Nick niet meer. Echter, Nick is eigenlijk de enige die haar kan helpen en ook Lincoln vindt het goed. Ze vliegen samen naar Washington D.C., daar kwam de telefoonmelding van een rennende Lincoln vandaan vlak na de moord.
- Ook de geheim agenten zitten niet stil. Ze benaderen een ex-crimineel die wat gevangenen ervoor moet laten zorgen dat ze Lincoln vermoorden.

### Titelverklaring Aflevering 6
Riots verwijst naar de rellen die zijn uitgebroken in de gevangenis. Drills and the Devil heeft betrekking op het gat wat Michael en Sucre aan het maken zijn. Op de tatoeage van Michael staat een soort duivel afgebeeld, deze neemt hij over op dun papier. Door met een lamp op bepaalde afstand de afbeelding van de duivel te laten projecteren kunnen ze op bepaalde plaatsen een gat maken met een handboor. De plaatsen waar ze een gat maken zijn onder andere de twee punten van de hoorns, de ogen en het uiteinde van de neus en de uiteindes van de slagtanden en de krullen in zijn baard. Deze punten vormen een X. Door die bepaalde plaatsen te doorboren wordt de muur zwakker en kan de muur door middel van hamerslagen worden gesloopt. Michael schrijft de verzwakking van de muur toe aan de wet van Hooke, die er weinig mee te maken heeft.

## Riots, Drills and the Devil Deel 2

### Gebeurtenissen
- Michael redt Sara met de nodige problemen. Als hij terugkomt, wil T-Bag de bewaker vermoorden, de rest van de ontsnappingsploeg niet, hij zal zijn mond toch niet opendoen. Op het eind vermoordt T-Bag de bewaker alsnog. Westmoreland ziet dat T-Bag die bewaker heeft doodgestoken.
- John Abruzzi en Fernando Sucre zijn bij de muur die gebroken moet worden. Als de gaten geboord zijn slaat Sucre met een soort hamer een paar keer op de betonnen muur. De muur stort in en het team is weer een stap verder.
- Nick en Veronica traceren het telefoontoestel, een telefooncel. Als ze de telefooncel gevonden hebben gaat de telefoon af. Ze nemen aan en de telefonist blijkt hun namen te kennen en de stem zegt dat ze vanaf nu allebei dood zijn. Het gebouw dat bij de telefooncel staat was vroeger het hoofdkwartier van het bedrijf Ecofield. Ecofield, het bedrijf van Terrence Steadman, de broer van de vicepresident van de Verenigde Staten van Amerika.
- Lincoln is op zoek naar zijn broer. Een gevangene zegt dat hij weet waar Michael is en hij volgt hem. Het blijkt een valstrik, de gevangene wil hem vermoorden (in opdracht van uiteindelijk die twee geheime agenten) maar Lincoln is erg sterk. Uiteindelijk valt de gevangene van een platform na een gevecht met Lincoln, de gevangene overleeft de val niet.

## The Old Head

### Gebeurtenissen

#### De speciale ruimte
Om uit de gevangenis te ontsnappen heeft Michael een bepaalde ruimte nodig die volgens de blauwdrukken als opslagruimte gebruikt wordt. Als ze er een kijkje gaan nemen (en het waarschuwingsbord met no inmates beyond this point negeren) worden ze door boze bewakers bijna neergeschoten. De opslagruimte wordt nu gebruikt als break room voor de bewakers. Even later zien ze Charles Westmoreland er naar binnen gaan. Hij is al zo lang binnen de deuren van de gevangenis dat hij een vertrouweling is en zo voor bijvoorbeeld de koffie in de desbetreffende ruimte zorgt. Ze willen de ruimte laten afbranden zodat ze die tijdens gevangeniswerk weer mogen opknappen en een gat kunnen maken om te ontsnappen. Michael benadert Westmoreland maar hij wil geen koffiekan met een soort cement plaatsen om de boel af te laten branden. Charles Westmoreland is een dierenliefhebber maar tijdens de rellen van afgelopen aflevering is de kat zoekgeraakt. Michael vindt het dier terug in de ruimte achter zijn cel en brengt het beest terug naar Westmoreland. Westmoreland is blij maar hij wil de break room nog steeds niet opblazen. Ook geeft Michael hem een officiële uitnodiging om mee te doen aan de ontsnapping. Hij zegt echter nee.

#### Wie vermoordde Bob?
Het hoofd van de bewaking, Brad Bellick, moet uitvinden wie Bob, die in de vorige aflevering vermoorde bewaker, vermoord heeft. Een foto van zijn dochter mist uit zijn portemonnee. Eerst probeert Brad Bellick nog via Charles Westmoreland informatie te krijgen. Bob was namelijk voor zijn cel gevonden. Westmoreland zegt dat verraders in een gevangenis nooit lang overleven en geeft hem geen informatie. Bellick is woedend. Hij gaat iedere cel binnenstebuiten keren op zoek naar die foto. Als Westmoreland later in de aflevering terugkomt van het douchen is zijn kat vermoord. Hij kijkt naar Bellick en weet het vervolgens zeker. Hij zet als wraak de ruimte in brand met een sigaret van Brad Bellick.
T-Bag stopt de foto van Bobs dochter onder het bed van iemand anders en stuurt zijn cellie (celmaat) op Bellick af. Zo gaat hijzelf vrijuit.

#### Graafwerkzaamheden
In dezelfde aflevering beginnen nog de graafwerkzaamheden. In de ruimte die ooit voor opslag gebruikt werd wordt een begin gemaakt aan het gat in de vloer.

#### Het afgelegen huis van Nicks vader
De buurman van Veronica helpt Veronica en Nick met het verplaatsen van een paar dozen. Als hij echter als eerste Veronica's appartement binnengaat wordt hij opgeblazen door een bom gekoppeld aan de voordeur. Veronica en Nick komen er met de schrik vanaf. Ze gaan naar een afgelegen plaats, een huis waar de vader van Nick altijd kwam om zich af te sluiten, waar de overheid niet eens van het bestaan af weet.

#### De ouders van LJ en de geheim agenten
De geheim agenten gaan ook deze aflevering weer aan de slag. Na de mislukte aanslag op de twee advocaten gaan ze achter de familie van Lincoln aan. Ze gaan op bezoek bij Lincoln Junior. Ze vermoorden zijn moeder en de nieuwe vriend van zijn moeder op brute wijze, Lincoln Junior weet ternauwernood te ontkomen. Ze vervalsen echter het bewijsmateriaal zodat het lijkt alsof LJ de moorden heeft gepleegd. Aan het eind van de aflevering zijn de geheim agenten bij een mysterieuze vrouw (wie later de vicepresident blijkt te zijn). Zij vraagt of ze haar het nieuws willen vertellen. Ze liegen dat ze de zoon van Lincoln in hechtenis houden en alle mensen in het appartement van Veronica dood zijn vanwege een explosie veroorzaakt door een gaslek.

### Titelverklaring Aflevering 8
De titel The Old Head verwijst naar Charles Westmoreland, die al zo lang in de gevangenis zit dat hij een trustee is geworden en zo onder andere de bewakerskantine in brand zet, hoewel hij dat niet doet voor Michael, maar meer als wraak omdat Bellick zijn kat heeft vermoord.

## Tweener

### Gebeurtenissen

#### De komst van Tweener
De celmaat van T-Bag komt naar Michael toe en vraagt hem om hulp. T-Bag verhindert dat. Michael wil hem wel helpen maar hij kan het niet. Wanneer T-Bags celmaat zelfmoord pleegt, denkt Michael dat het zijn schuld is en voelt zich schuldig. Als er later nieuwe gevangenen arriveren, probeert T-Bag weer een nieuw slachtoffer te maken. Michael overziet de situatie en zorgt ervoor dat Tweener met rust gelaten wordt.

#### Het gat in de bewakerskantine
Het gat dat tijdens gevangeniswerk gegraven wordt, wordt alsmaar groter. Ze dekken het af met een mat en later met een prikbord. De werkploeg laat het vuil wat uit het gat komt stukje voor stukje op de buitenplaats ongezien vallen. Een van de andere gevangenen merkt dat ze iets geheimzinnigs aan het uitvoeren zijn en houdt ze in de gaten.

#### De werkploeg van Abruzzi
Brad Bellick, een corrupte hoofdbewaker, heeft zijn maandelijkse betaling van John Abruzzi via Philly Falzone nog niet ontvangen. Als Abruzzi later met zijn zaakmanager praat, komt Abruzzi erachter dat hij blut is. Aan het eind van zijn bezoek ziet hij een andere gevangene zakendoen met Falzone. Abruzzi mag niet langer het gevangeniswerk leiden en aan het eind van de aflevering zit er een andere werkploeg gevangeniswerk te doen.

#### Het gevaarlijke leven van LJ
Lincoln wil zijn zoon, LJ, helpen, maar hij kan niets doen in de gevangenis. Als hij bij een bewaker smeekt om een telefoontje belt hij Lincoln Junior op zijn mobiele telefoon. Lincoln zegt dat hij naar Nick van Project Justice moet bellen. Aan het eind van het telefoongesprek hebben de geheim agenten LJ weer gevonden en hij rent voor zijn leven.

#### De advocaten helpen LJ
Nick en Veronica gaan naar de weduwe van Terrence Steadman. Zij zegt dat er heel veel mensen een motief hadden hem te vermoorden. Als Nick via een telefoon zijn voicemail checkt hoort hij dat LJ in de problemen zit. Ze bellen hem op maar hij wordt weer achtervolgd door de geheim agenten. Zijn telefoon wordt door de geheim agenten afgeluisterd. Nick en Veronica vertellen door de telefoon dat ze in Lake Mercer zijn. Zo vertrekken de geheim agenten naar Lake Mercer. Als ze klaar zijn met bellen sturen ze 'm een tekstbericht dat ze in New Glarus zijn. De geheim agenten zitten op een vals spoor en zijn LJ kwijt. Via een zogenaamd rapport van de schoolresultaten van LJ laat hij aan Lincoln weten bij Veronica te zijn.

#### De psychiatrie achter Michael Scofield
Dokter Tancredi doet onderzoek naar Michaels verleden. Ze komt erachter dat hij psychiatrisch patiënt was. Ze gaat bij zijn psychiater op bezoek. Hij vertelt haar dat Michael aan low-latent inhibition lijdt, en dat hij, gecombineerd met zijn hoge IQ een creatief genie is. Ook vertelt de psychiater over zijn gevoel voor eigenwaarde wat zo goed als nul was toen Michael bij hem binnenstapte. Michael is meer bezorgd om het welzijn van andere mensen dan dat van zichzelf. Sara vertelt later aan Michael dat ze in wat achtergrondinformatie van hem is gedoken. Ze vertelt hem dat ze denkt dat Michael, net als zij, van nature graag (mensen) wil helpen. Michael zegt dat de man die zij bedoelt overleden is toen hij de gevangenis binnenstapte.

### Titelverklaring Aflevering 9
Het aantal inmates groeit gestaag. Onder de verse lading gevangenen bevindt zich Tweener. Tweener is een kundige zakkenroller, die klaarblijkelijk een essentieel deel van zijn leven op straat heeft doorgebracht, waar hij veel omgang had met Afro-Amerikanen. De verhoudingen in de gevangenis liggen echter anders, zo moet Tweener pijnlijk ondervinden. Het eerste dat hij leert is dat racisme welig tiert onder de gevangenen. Hij heeft bescherming nodig en krijgt dit aangeboden van T-Bag, de pedofiele Ariër. Tweener is hier niet van gediend en staat er alleen voor. De andere groepen in de gevangenis, zoals de Hispanics en de Brothers willen niets met hem te maken hebben. Hij bevindt zich dus tussen wal en schip, vandaar de naam Tweener, van in between.

## Sleight of Hand

### Gebeurtenissen

#### De ontsnappingsploeg wil het gevangeniswerk terug

##### De hulp van Michael
Om het gevangeniswerk weer te mogen leiden, moet Abruzzi de locatie van Fibonacci aan Falzone geven. Michael gaat akkoord, maar heeft van tevoren tijdens de kerkdienst overlegd met Lincoln omdat hij twijfelt. Fibonacci was op het verkeerde moment op de verkeerde plaats, als hij zijn locatie geeft zal de goede man vermoord worden.
De gevangene die eerder al gezien had dat Abruzzi en zijn werkploeg allerlei kleine steenresten op de buitenplaats dumpten zorgt ervoor dat hij in de huidige werkploeg komt. Hij ontdekt het gat in de vloer maar houdt zijn mond er nog over.
Michael belt een telefoonnummer dat op zijn arm staat getatoeëerd voor de locatie van Fibonacci. Tijdens de afspraak met Falzone later vertelt hij hoe hij erachter is gekomen waar hij zat. Ook maakt hij nog een toneelspel met John Abruzzi zodat Abruzzi een goede beurt maakt bij Philly Falzone.

##### Falzone wordt opgepakt
Juist voordat Falzone en zijn mannen een bezoek willen brengen aan de locatie die Michael had doorgegeven worden ze opgepakt door de politie vanwege illegaal wapenbezit en overtreding van hun voorwaardelijke straf. Ze stonden trouwens ook voor de verkeerde deur. Michael geeft een locatie in Canada, terwijl er beelden worden getoond van Fibonacci die een krant openslaat met als titel Topeka Kansas Tribune, Topeka is de hoofdstad van de staat Kansas.

##### De zesde man aan boord
Abruzzi runt het gevangeniswerk weer doordat Falzone daarvoor alles voor hem al geregeld had. C-Note, de gevangene die eerder het gat in de vloer ontdekte, komt samen met een bewaker naar de werkploeg toe met het bericht dat hij er ook wil werken. Eerst weigert Abruzzi. Maar als hij op de plaats van het gat gaat staan weten ze dat ze geen andere keus hebben dan hem er ook bij te laten. Hij is naast Michael Scofield, Lincoln Burrows, Fernando Sucre, John Abruzzi en T-Bag de zesde man die meedoet aan de ontsnapping.

#### Het laatste avondmaal
Lincoln krijgt bij zijn eten een papier waarop hij zijn laatste avondmaal moet schrijven. Eerst vult hij niets in. Later komt hij tot inkeer en vult blueberry pancakes in. Dit kiest hij omdat hij dat vroeger altijd voor zijn zoon klaar maakte.

#### Hulp voor de geheim agenten; Quinn
De vicepresident van de Verenigde Staten van Amerika stuurt een probleemoplosser naar de geheim agenten. Ze is erachter gekomen dat ze hun werk niet goed gedaan hebben. De probleemoplosser, Meneer Quinn, ontmoet de andere geheim agenten maar ze mogen elkaar niet. Ze gaan beiden hun eigen weg.
Quinn vermoordt de ex-verloofde van Veronica en vindt via zijn laptop, door met haar te chatten, haar locatie.

#### Het motief
Veronica en Nick komen erachter dat een half miljard dollar voor het bedrijf van Ecofield opging aan onderzoek. Ze vragen zich af waaraan het opging, omdat ze nooit resultaten hebben geboekt. Ecofield is het bedrijf waar Terrence Steadman, de broer van de vicepresident van de Verenigde Staten van Amerika, werkte. Aan het eind van de aflevering wordt duidelijk dat het geld via via naar allerlei kleinere instanties ging die het vervolgens weer doneerden aan de reclamecampagne van de vicepresident.

### Titelverklaring
'Sleight of Hand' ofwel 'vlugge vingers' staat voor de set technieken die een goochelaar kan gebruiken om objecten, bijvoorbeeld kaarten of munten te manipuleren.

## And Then There Were 7

### Gebeurtenissen
- Michael blijkt getrouwd te zijn met een vrouw. Zij komt langs en in een afgesloten ruimte is te zien dat hun relatie niet regulier is. Ze geeft hem een creditcard en vraagt zich af wat hij ermee moet. Later scheurt hij de achterkant ervan af. Hij kan met die kaart de ruimte in waar alle spullen liggen die zijn afgenomen toen ze de gevangenis in kwamen. Hij heeft een horloge nodig. Dat horloge ligt er echter niet, hij ziet het een van de bewakers dragen. Tweener, die al eerder in het verhaal voorkwam, is een volleerde zakkenroller en Michael doet zaken met hem. Als hij zijn horloge heeft, monteert hij die samen met een audiorecorder tot een apparaat. Dat begraaft hij op de plaats waar 's nachts de bewakers surveilleren. Zo weet hij precies hoeveel tijd ze hebben om over het dak heen te komen. Dat blijkt 18 minuten. Dat is niet genoeg om met z'n zevenen aan de overkant te geraken vanuit het raam bij de ziekenboeg.
- Brad Bellick gaat naar een stripclub en ziet daar de vrouw van Michael werken. Hij vraagt haar wat zij voor hem meegenomen had tijdens het bezoek. Ze wordt onder druk gezet en vertelt hem dat ze een creditcard voor hem meegenomen had. De cipier zet de stripteaseuse onder druk, en ze geeft toe dat ze nog maar enkele maanden in Amerika woont.
- Quinn, de nieuwe geheim agent doet alsof hij met zijn auto een ongeluk heeft gehad om binnen het afgelegen huis van Veronica en Nick te geraken. Het lukt hem ze vast te binden maar uiteindelijk zijn de drie toch sterker dan Quinn en ze gaan naar het ziekenhuis om Nick te laten behandelen. Quinn komt uiteindelijk in een droge waterput terecht en belt de andere twee geheim agenten, Paul en Danny. Ze zijn echter meedogenloos en laten hem daarbeneden achter.
- Charles Westmoreland krijgt te horen dat zijn enige dochter ernstig ziek is. Ze heeft nog maar een aantal weken. De gevangenisdirecteur mag echter alleen in geval van begrafenis Westmoreland tijdelijk uit de gevangenis laten gaan, wat betekent dat hij moet wachten tot ze overleden is voordat hij haar pas weer mag zien. Charles stapt op Michael af en zegt dat hij ook mee wil doen aan de ontsnapping. Hij geeft eindelijk toe D.B. Cooper te zijn en als bevestiging geeft hij het eerste bankbiljet uit serie die D.B. Cooper gestolen had.

### Titelverklaring
Charles Westmoreland doet ook mee aan de ontsnapping, waarmee het totale ontsnappingsteam op zeven mensen komt. Michael Scofield, Lincoln Burrows, Fernando Sucre, T-Bag, C-Note, John Abruzzi en Charles Westmoreland.

## Odd Man Out
- De rest van de groep komt erachter dat Michael heeft berekend dat er 1 persoon te veel is. T-Bag heeft iemand aan de buitenkant van de muren gebeld met de mededeling dat als die vriend niet vijf minuten voor en twintig minuten na de ontsnapping van hem hoort hij de gevangenis belt over de ontsnapping.
- Abruzzi heeft zijn mannen laten uitzoeken wie de verzekeringspolis van T-Bag is. Hij zal zijn mannen hem tijdelijk laten opsluiten. De opdracht mislukt echter. De man had een wapen en een kind. Ze kwamen beide om in het vuurgevecht dat volgde tussen die twee en een van de mannen van Abruzzi. Abruzzi is gechoqueerd doordat er een onschuldig kind bij is omgekomen. Later blijkt dat de vermoorde man de neef van T-Bag was.
- C-note en Sucre zijn bang dat ze niet meegaan en proberen zelf een ontsnapping te regelen als ze niet met Michael mee mogen.
- Abruzzi bekeert zich tot het geloof, het christendom. Hij vraagt om vergiffenis.
- T-Bag wordt in een schuur vastgebonden door de mannen van John Abruzzi. Als hij later alleen met hem is geeft hij hem onder bedreiging de kans om zich terug te trekken van de ontsnapping. Hij geeft zijn woord. Als John zich omdraait haalt T-Bag een scheermesje uit zijn mond en snijdt daarmee in de nek van Abruzzi. Hij blijft bloedend op de grond liggen.
- Michael is bezig met het voorbereiden van een van zijn laatste stappen. Hij vult stiekem een ruimte met water door een waterkraan tijdens werkzaamheden tijdelijk open te zetten. Zo kan hij een touw aan het rooster maken dat ze nodig hebben om bij de ziekenzaal te geraken. Boven aangekomen ziet hij het gat dat de agressief reagerende stoffen in het afvoerrooster hebben gemaakt. Omdat dit hem wat tijd kost gaat hij via het gat in zijn cel naar binnen maar moet hij tijdens gevangeniswerk weer terugkomen (door het gat wat ze daar al enige tijd aan bezig zijn). Hij is echter laat en een bewaker komt er al aan om te kijken hoe de zaken ervoor staan. Michael is er op dat moment nog niet. Om te vermijden dat de bewaker naar binnen wil lopen, valt Lincoln hem aan. Hierdoor wordt Lincoln allicht in de isolatiecel gestopt, waardoor het plan van Michael in het water valt.
- Fernando Sucre krijgt bezoek van zijn vriendin, ze is zwanger van hem. Ze heeft echter een huwelijksaanzoek gekregen, waardoor ze overweegt het kind te aborteren.
- Nick ligt in het ziekenhuis. LJ ziet in de krant dat de begrafenis van zijn moeder die dag is en hij gaat naar het graf. Een van de geheime agenten is op het kerkhof met de bedoeling LJ te volgen wanneer hij naar de anderen terugkeert. Op de begraafplaats ziet hij echter het verdriet dat hij LJ heeft aangedaan en komt tot inkeer. Hij belt met Veronica in het ziekenhuis en zegt informatie te hebben die Lincoln kan vrijpleiten. Hij vraagt Veronica te komen naar een café.

### Titelverklaring
"Odd Man Out" slaat op de twee zwarte deelnemers aan de ontsnapping, Sucre en C-Note. C-Note noemt zichzelf en Sucre "odd man out" omdat ze qua huidskleur niet bij de rest van de groep passen.

## End of the Tunnel
- John Abruzzi wordt met spoed in een helikopter naar het ziekenhuis vervoerd omdat hij werd neergestoken door de pedofiel.
- Wegens het slaan van een bewaker zit Lincoln in een isoleercel.
- Michael geeft een kruis via de pastoor van de gevangenis aan Lincoln. In het kruis zit een kleine pil. Er zit een klein briefje bij met de tijd waarop hij hem moet slikken. Hij slikt 'm op de gegeven tijd en hij krijgt acuut last van zijn maag waardoor hij tijdelijk op de ziekenzaal verblijft, de plaats waar Michael en zijn team moeten langskomen als ze ontsnappen.
- Een van de bewakers leegt de prullenbak in de ziekenzaal waar Michael door Sara altijd behandeld wordt. Hij bekijkt tevens het afvoerrooster.
- Om 's nachts te kunnen ontsnappen raakt Michael per ongeluk een waterlek tijdens gevangeniswerk. Hij verzint een smoes over schimmel en zo moeten ze van de bewaking de hele nacht doorwerken.
- Veronica heeft de afspraak met een van de geheim agenten, die haar de namen wil geven van alle betrokkenen. Voordat hij haar het papier kan overhandigen is zijn teamgenoot echter al gearriveerd. Hij bekijkt de documenten en ziet dat hij zijn naam heeft opgeschreven in de lijst. Hij schiet hem neer.
- Als de ontsnappingsploeg door alle pijpen en buizen en na wat klimwerk het traject tot onder de ziekenzaal heeft afgelegd ontdekt Michael iets schokkends. Ze hebben de pijpleiding onder het afvoerrooster vervangen door een nieuwe, veel dikkere pijpleiding. Ze proberen er nog een dikke staaf tussen te steken en de nieuwe pijpleiding doormidden te breken, maar de staaf breekt doormidden en dat zorgt alleen maar voor een hoop lawaai. Er is simpelweg niet doorheen te komen. De aflevering eindigt met een beeld van een bewaker die opschrikt als hij lawaai, het vallende stuk pijp, hoort vanuit de kamer achter hem.

### Titelverklaring
End of the tunnel slaat op het feit dat de pijp is vervangen, en dat ze een andere route moeten zoeken.

## The Rat
- De ontsnappingsploeg weet maar net te ontkomen aan een bewaker die het geluid van de brekende staaf gehoord heeft. Ze gaan snel terug naar het gevangeniswerk.
- De advocaten van Lincoln Burrows gaan naar de rechtbank en vechten hun zaak aan. Ze krijgen echter geen gelijk van de jury en de rechter beslist dat de executie door zal gaan.
- Sara Tancredi gaat onder advies van Michael naar de advocaten van Lincoln, die in zijn onschuld geloven. Ze geeft alle gegevens aan haar vader, de gouverneur, maar hij belt net voor de executie naar de gevangenisdirecteur en zegt het laatste verzoek om gratie af te wijzen. Hij wordt geïntimideerd door de vicepresident van de Verenigde Staten van Amerika die na het telefoontje zegt dat zijn hulp niet ongemerkt zal gaan.
- Scofield saboteert de stoel door een rat in de stroomvoorziening te stoppen, omdat Westmorland zei als er iets verkeerd was met de stoel, Lincoln een paar weken uitstel kreeg. Tweener hoort dit en verlínkt Michael tegenover Brad Bellick. Bellick zorgt er dan ook meteen voor dat de elektrische stoel terug werkt, hoewel dat eigenlijk tegen de regels is.
- Bij het laatste gesprek komt Lincolns advocaat naar hem toe om hem te zeggen dat ze de rechtszaak verloren hebben.
- Aan het eind van de aflevering neemt Lincoln Burrows afscheid van iedereen en wordt hij naar de stoel gebracht.

### Titelverklaring
Michael gebruikt een rat om de executie van Lincoln uit te stellen. Ook kan de titel slaan op Tweener, omdat "The Rat" Engels is voor "de verrader".

## By the Skin and the Teeth
- De rechter belt op het laatste moment naar de gevangenis. Er is nieuw bewijsmateriaal onder zijn deur door geschoven. De terechtstelling zal twee weken worden uitgesteld. Er is nieuw bewijs gevonden dat het lijk niet Terrence Steadman is.
- Lincoln denkt zijn vader gezien te hebben bij de executie. Later blijkt dat hij inderdaad zijn vader zag en dat hij tevens het bewijsmateriaal onder de deur van de rechter had doorgeschoven. De vicepresident van de Verenigde Staten van Amerika bekijkt samen met een van de geheim agenten en een mysterieuze vrouw de bewakingscamera van het gebouw van de rechter. De man, Lincolns vader, weet zich goed te verbergen maar ze kunnen zijn gezicht in een weerkaatsing van een deur toch zien. De onbekende vrouw blijkt hem te kennen.
- Michael zoekt een nieuwe weg voor de ontsnapping. Hij wil via het gebouw waar alle psychiatrische gevangenen zitten. Voor zijn nieuwe route moet hij echter een stukje bovengronds afleggen. Hij regelt via zijn celmaat Sucre een bewakersuniform en gaat kijken wat de mogelijkheden zijn in het andere gebouw. Op zijn weg terug komt hij onverwacht een bewaker tegen en stapt naar achteren. Hij staat tegen een hete buis en doet alle moeite om geen geluid te maken. Hij blijkt zwaar verbrand te zijn aan zijn rug. Als hij terug in zijn cel is dwingt hij Sucre het uniform van hem af te trekken omdat hij er niet in ontdekt wil worden.
- De gevangenisdirecteur Henry Pope en hoofdbewaker Brad Bellick ondervragen later Sucre maar hij ontkent alles. Ook Sara vraagt op de ziekenzaal aan Michael wie het gedaan heeft. Hij zegt dat Sucre er niets mee te maken heeft. Later komt Sara erachter dat stukje stof is blijven zitten en ze achterhaalt dat het van een bewakersuniform kwam. In de slotscène is te zien dat de brandwond van Michael een deel van zijn tatoeage op zijn rug heeft vernietigd. Juist het stuk wat nodig was voor de weg door het gebouw met de psychiatrische gevangenen.

## Brother's Keeper
- Deze aflevering is anders van opzet dan de vorige afleveringen. De aflevering bevat alleen maar gebeurtenissen die drie jaar en langer geleden plaatsgevonden hebben. Er wordt laten zien hoe Lincoln, T-Bag, Sucre en C-Note in de gevangenis terecht zijn gekomen, hoe Michael zijn plan heeft opgezet en hoe Sara Tancredi in Fox River komt.
- Lincoln heeft een schuld van 90.000 dollar bij een bekende van hem en die moet worden ingelost. Als hij op een ochtend zijn woning binnengaat zit daar de man bij wie hij de schuld heeft. Hij zegt dat de schuld is afgelost door iemand anders. Ook die andere man is in zijn woning aanwezig. De man zegt dat hij het geld nooit meer bij elkaar krijgt en dwingt hem min of meer iemand om te leggen, de broer van de vicepresident. In de parkeergarage aangekomen is de broer van de vicepresident al dood. Lincoln rent meteen weg en heeft uiteindelijk dus niets gedaan. Maar de bewakingsvideo wordt vervalst, en het lijkt nu alsof Lincoln wél de trekker overhaalde: hij is erin geluisd. De 90.000 dollar die hij geleend heeft, is voor zijn broertje Michael geweest zodat deze kon studeren. Michael denkt dat het geld van de levensverzekering van zijn overleden moeder komt, dit heeft Lincoln gelogen omdat Michael het geld nooit zou aannemen als hij wist dat het van Lincoln afkwam.
- T-Bag is stapelverliefd op een vrouw en komt daar eten. Tijdens het eten is hij op tv omdat hij wordt gezocht voor moord/pedofilie. De vrouw belt de politie en T-Bag wordt opgepakt. Als ze hem komt opzoeken in de gevangenis zweert hij dat hij haar stoep zal weten te vinden als hij vrijkomt.
- Sucre hangt samen met zijn neven (de dikke van de wasmachinedienst en Hector, die zijn aanstaande vrouw wil afpakken) op straat rond en ziet plotseling een mooie vrouw. Hij wordt op slag verliefd en wil haar uit eten nemen. Hiervoor heeft hij echter geen geld en berooft een winkel. Een tijdje later wil hij haar ten huwelijk vragen maar moet eerst een ring kopen, waarvoor hij dezelfde winkel berooft. Dan wordt hij gepakt, iemand heeft de politie gebeld. Bij zijn arrestatie is te zien hoe Hector met een telefoon in zijn hand staat waar het nummer 911 nog op het scherm van de telefoon staat.
- C-Note zit in het leger en "regelt" weleens wat voor zijn leidinggevende. Tijdens een uitzending in de woestijn regelt hij een kist bier en daarvoor wordt hij beloond met een nieuwe functie: gevangenisbewaarder. Dit is de veiligste baan, maar tijdens zijn ronde langs de cellen hoort hij echter geschreeuw. Hij ziet dat een van de gevangenen wordt gemarteld met elektrische stoten. Dit rapporteert hij en moet vervolgens bij zijn leidinggevende op het matje komen. Hij denkt dat het gaat om een paar flessen wijn die hij geregeld had maar nog niet gearriveerd zijn. Zijn leidinggevende laat hem echter uit zijn functie zetten wegens smokkel. Vervolgens gaat C-Note, om toch wat inkomsten te delven, op een vrachtwagen rijden met illegale goederen en wordt gepakt. Hij vertelt zijn vrouw dat hij weer wordt uitgezonden maar ondertussen moet hij een beste poos brommen.
- Dokter Sara Tancredi werkt in het ziekenhuis. In een voorraadmagazijn gebruikt ze een verdovend middel. Later is ze te zien met haar vriendje voor wie ze drugs uit het ziekenhuis heeft meegenomen. Als ze aan het zoenen zijn wordt een fietsende jongen door een auto aangereden. Ze lopen erop af en Sara is in shock. Een van de mensen ziet dat ze een ziekenhuisbadge op haar kleding heeft. Ze is zwaar onder de invloed van drugs en kan niets doen. In een volgend fragment is ze achttien maanden clean en zit in een praatgroep. Als ze op het eind wat gaat drinken komt Brad Bellick naar haar toe. Hij vraagt aan haar of ze nog dokter is omdat er een vacature in de gevangenis vrij is. Ook vraagt hij haar mee uit eten, daar bedankt ze echter voor.
- In diverse scènes uit de aflevering is te zien hoe de geheim agenten samen met een video-expert de videoband van de parkeergarage vervalsen. Ook is te zien hoe ze geregeld praten met de vicepresident van de Verenigde Staten van Amerika over het verloop van het opzetten van Lincoln Burrows voor de moord op haar broer. In de voorlaatste scène van de aflevering is te zien dat de vicepresident van de Verenigde Staten van Amerika een drankje voor iemand klaarmaakt. Dat drankje blijkt voor haar, nog levende, broer Terence te zijn..
- Michael gaat zijn broer helpen, hij pikt de blauwdrukken van Fox River State Penitentiary en gaat hiermee aan de slag. Hij tekent routes etc., maakt notities en een heel plan hangt binnen de kortste keren aan de muur. Hij probeert de aantekeningen en de notities uit zijn hoofd te leren, maar dat lukt niet. Dan komt een pizzabezorgster die helemaal onder de tatoeages zit, waardoor Michael met het idee komt de blauwdrukken en aantekeningen op zijn lichaam te laten zetten. De aflevering eindigt met een scène waarin Michael een net pak aanheeft en wapens pakt, helemaal voorbereid om de bank te overvallen.

### Achtergrondinformatie
- In de plannen van Michael zijn onder andere krantenartikelen van PUGNAc, Henry Pope, John Abruzzi en Tsjechoslowaakse bruiden te zien.
- Een aantal elementen van de tatoeage die nog niet gebruikt zijn worden onthuld. Zo ontvangt Michael bij de Mexicaanse grens een papier met de woorden boLshoi booze. Ook graaft hij op een kerkhof nadat de woorden Ripe Chance Woods op een tatoeageschets voorbij zijn gekomen.

### Origami Vogel
In diverse afleveringen, waaronder deze, is een origami vogel, een gevouwen kraanvogel, te zien. In deze aflevering wordt duidelijk dat Michael deze vroeger van zijn broer kreeg. Nadat zijn moeder was overleden was Lincoln 's nachts vaak weg en Michael had vaak moeite met slapen. Maar als hij dan 's ochtends wakker werd en zo'n kraanvogel naast zijn bed zag liggen wist hij dat Lincoln over hem had gewaakt.
In deze aflevering vindt Michael zo'n oude gevouwen kraanvogel in een van de lades van zijn bureau op zijn werk. Hij zoekt de betekenis ervan op en geeft hem tijdens een van zijn gesprekken aan Lincoln. Zie ook onderstaand citaat.
Nadat mam stierf en wij alleen overbleven had ik altijd moeite om in slaap te komen. Ik wist nooit waar je was. Maar als ik dan wakker werd lag er een papieren vogel. Een kraanvogel van origami zat dan naast mijn bed. Ik wist nooit wat dat precies betekende, maar jij wou mij zo laten weten dat je mij in de gaten hield. Hoe dan ook .... Ik heb opgezocht wat die kraanvogel betekent. Het staat voor 'verbintenis met je familie'. Je ontfermen over je naaste. Misschien is het mijn beurt om mij te ontfermen over jou— Vertaling afkomstig van http://www.nlondertitels.com: Prison Break

## J-Cat

### Binnen de gevangenis
- De werkploeg schrikt zich dood als er wordt verteld dat er de volgende dag een nieuwe vloerbedekking in de oude bewakerskantine zal komen. Ze moeten snel een manier vinden om het gat te dichten. Veel tijd krijgen ze echter niet omdat Michael naar de directeur moet en Brad Bellick een verrassing heeft; Tweener komt ook meehelpen. Allemaal dingen die ze net niet konden gebruiken.
- Sara Tancredi gaat naar de directeur om hem te laten weten dat ze een stukje bewakersuniform uit de huid van Michael heeft gehaald. De directeur laat Michael bij zich komen, hij weigert echter te praten en wordt in afzondering geplaatst.
- De rest van de ploeg moet een manier zien te vinden het gat te dichten. Ze komen erachter dat de enige manier om dat te doen is Sucre die nacht erheen te laten gaan via zijn cel en voor een deel bovengronds weer terug te keren. Sucre is minder enthousiast over het plan, maar het is de enige manier.
- Er loopt een nieuwe gevangene, een travestiet, in dameskledij rond. Sucre gaat naar T-Bag toe omdat hij een idee heeft.
- Lincoln zit ook in afzondering, en via de afvoerput in hun cellen kunnen Lincoln en Michael met elkaar praten. Michael probeert nog steeds de blauwdrukken te herinneren van het gedeelte dat door de brandwond verdwenen is. Hij probeert de blauwdruk te recreëren door zijn shirt kapot te scheuren met zijn tanden en er allemaal repen van te scheuren en deze vervolgens te ordenen maar het lukt hem voor geen meter. Hij wordt boos en slaat met zijn vuist tegen de muur.
- 's Nachts gaat Sucre zoals afgesproken het gat dichten. Terwijl hij bezig is het gat te dichten met sneldrogend beton schopt hij per ongeluk een emmer omver en laat er nou net een bewaker langskomen die dat gehoord heeft. Sucre weet zich tijdig te verstoppen maar als hij vervolgens bovengronds naar de putdeksel rent waardoor hij terug moet wordt hij ontdekt. Tegenover Brad Bellick ontkent hij alles. Hij zegt dat hij buiten was gebleven toen iedereen eigenlijk naar binnen moest. Als hij gefouilleerd wordt ontdekken ze vrouwenondergoed. Dat komt van de travestiet via T-Bag, maar Bellick denkt dat zijn verloofde het over de muur heeft gegooid.
- Ook Sucre wordt in afzondering geplaatst in de cel tussen Michael en Lincoln. Samen proberen ze contact met Michael te maken maar hij reageert niet meer. Lincoln roept een bewaker. De bewaker controleert Michael en alarmeert onmiddellijk een arts.
- Sara Tancredi controleert Michael. Michael zit gehurkt met een gewonde hand. Op de muur staan allemaal strepen, geschreven met zijn eigen bloed. Michael reageert nergens meer op. In overleg met de gevangenisdirecteur wordt hij tussen andere psychische gevangenen gezet. Wanneer de verzorgers even weggaan, kijkt hij rond en ziet hij zijn oude celmaat Haywire. Hij gaat naar hem toe en vraagt hem of hij de tatoeage nog kent. Haywire reageert door te vragen wie hij is.
- Tweener heeft iets opgevangen van een gesprek tussen de mannen van de ontsnappingsploeg over de vloerbedekking die erin gelegd gaat worden. Hij wordt door Brad Bellick geroepen en vertelt dat er iets met de vloerbedekking is. Bellick gaat inmiddels naar de oude bewakerskantine en gooit hem helemaal overhoop. De plaats waar eerst het gat zat is niet meer te onderscheiden van waar eerst niets zat. Bellick vindt dan ook niets vreemds en vindt dat Tweener zijn kans heeft gehad. Hij plaatst de kleine Tweener in een nieuwe cel bij een enorm brede man.

### Buiten de gevangenis
- Ook Nick, Veronica en LJ zitten niet stil. Ze proberen te zoeken naar een fout van de geheime agenten en de organisatie van de vicepresident. Ze gaan terug naar waar geheim agent Quinn in de put ligt. LJ zakt naar beneden en pakt zijn telefoon, op weg naar boven ziet hij de echte naam van geheim agent Kellerman op de muur geschreven, O. Kravecki. Hij zegt daarover niets tegen Nick en Veronica. Ook neemt hij stiekem een pistool mee dat ze in het huis hebben liggen.
- Als Nick en Veronica even weggaan, springt LJ meteen op en traceert het adres van de geheim agent. Hij belt het telefoonnummer en als hij zijn stem hoort weet hij zeker dat het hem is. Even later is te zien hoe LJ via de achterkant van het huis van Kravecki een ruitje intikt en zichzelf toegang naar binnen verschaft. Hij ziet echter niet dat een vrouw op het balkon naast hem dat ook ziet. Hij kijkt rond in zijn huis maar kan niets vinden dat erop lijkt dat Kravecki werkt voor de geheime dienst. Plotseling ziet hij hem voor de deur staan en hij verbergt zich. Als hij binnen is zet hij hem onder schot. Kravecki gelooft niet dat hij durft te schieten maar als een kogel zijn nek op een aantal millimeter na ontwijkt krijgt hij het benauwd. Veel tijd krijgt LJ niet want de politie houdt hem onder schot met het bevel het wapen neer te leggen. LJ wordt nog altijd gezocht in verband met de moord op zijn moeder en haar nieuwe vriend, omdat de geheim agenten zijn vingerafdrukken op het wapen hadden gedaan waarmee zijn moeder destijds is vermoord. Hij wordt door de politie meegenomen. Kravecki beweert tegenover de politie de jongen niet te kennen en doet alsof hij schrikt als hij hoort dat LJ hoofdverdachte in een dubbele moordzaak is. Ook liegt hij over zijn werk.

### Titelverklaring
De titel J-Cat slaat op Micheal die in zijn afzondering 'gek' wordt. Bellick zegt ook tegen een andere bewaker: Scofield has turned J-Cat.

## Bluff
- Haywire herinnert zich het gedeelte van de tatoeage dat de blauwdrukken van de psych ward voorstellen en tekent het. De tekening geeft hij aan Michael, hij houdt echter ook een kopie voor zichzelf. Hij denkt namelijk dat Michael hem weer een oor aannaait, net als vorige keer toen Michael met zijn hoofd tegen de tralies sloeg en zo Haywire liet overplaatsen. Michael heeft Haywire beloofd hem na 3 dagen op te komen halen, dit gelooft Haywire echter niet en hij probeert zelf te ontsnappen. Helaas komt hij niet verder dan 1 deur voor hij gepakt wordt en door een bewaker een fikse stroomstoot toegediend krijgt.
- De cel van Michael wordt overgedragen aan een ander, er kan op geboden worden. Een cellie biedt 200 dollar, C-Note biedt 500 en krijgt de cel. Wanneer hij echter het geld na veel pokeren bij elkaar heeft en dit, overhandigd hij dit aan de bewaker. Het is het ineens niet genoeg en moet hij met 700 dollar op de proppen komen. C-Note regelt de nekhanger van Westmoreland en geeft deze aan de bewaker. De bewaker neemt deze aan, loopt ermee weg en zegt dat ze de cel niet krijgen.
- De neef van Sucre, die witgoedservice doet in de cel, komt langs Michael als hij staat te poseren voor Haywire en Michael vraagt hem of hij aan Sucre wil doorgeven dat hij werkt aan de tatoeage (mbv Haywire).I am filling in the blanks. De neef geeft dit door aan Sucre, maar hij vermoedt dat er iets gaande is en hij wil er alles van weten anders wil hij niet meer als contactpersoon fungeren. Lincoln, die tegenover Sucre in de isoleercel zit, roept de neef van Sucre bij hem en zegt dat ze er wel uitkomen.
- C-Note, Charles Westmoreland en T-Bag zitten in een dip, ze weten niet wat er met de cel gaat gebeuren nu al hun werk niets heeft opgeleverd. De neef van Sucre komt binnen en zegt alles van hun plan te weten, dankzij Michael. In eerste instantie schiet dit in het verkeerde keelgat, maar hij is eigenlijk de enige die hen kan helpen. Hij plaatst het bewakersuniform met gat op de rug in de container van Westmoreland, Westmoreland rijdt met deze container naar het bewakershok waar voorheen het gat onder de grond zat en hij legt dit uniform in de kluis van de bewaker welke ook over de onderhandelingen van de cel gaat.
- Michael kan alleen uit psych ward komen als hij Pope vertelt wie hem de brandplek heeft bezorgd. Michael geeft bewaker Geary de schuld; de bewaker die het geld van C-Note heeft en de hanger van Westmoreland, en onwetend ook een verbrand bewakersuniform in zijn kluis heeft. Pope schrikt ervan en gaat de kluis van de bewaker controleren. Hij vindt het geld in een schoen, de hanger boven in de kluis en het verbrande uniform ligt er ook in. De bewaker wordt ontslagen.
- Lincoln mag zijn zoon een uur zien, hiervoor wordt hij met een busje vervoerd naar een speciale locatie. Hij is flink geboeid en er is heftige bewaking in het busje aanwezig. Tijdens de rit kijkt Lincoln naar buiten naar de polder, en wanneer de bewaker hem zegt dat als Lincoln zich gedraagt, de bewaker hem niets zal doen. Lincoln stemt in, en kijkt rustig weer naar buiten. Na een tijdje vraagt een van de bewakers wat er buiten te zien valt, Lincoln zegt dat hij gewoon kijkt. Plotseling komt er een trucker van rechts, deze wordt over het hoofd gezien en rijdt het busje aan waar Lincoln in zit.

### Titelverklaring
De titel Bluff slaat op het potje poker dat T-Bag en C-Note spelen om geld te winnen voor de cel van Micheal en Sucre. C-Note weet de laatste pot met een hoop bluf te winnen.

## The Key
- Lincoln ligt gewond op de grond. Agent Kellerman probeert hem te verstikken maar hij wordt gered door zijn vader, die de geheim agent neerslaat.
- John Abruzzi is terug, na een afwezigheid van 5 afleveringen.
- Michael zit niet meer in de psych ward. Hij heeft alleen nog een sleutel nodig. Hij zoent dokter Tancredi, maar kan het niet maken om de sleutel van haar te stelen. Hij krijgt hulp van Nika, zijn vrouw, die de sleutels steelt tijdens een gesprek met Sara. Later laat ze echter een nieuw slot in haar deur plaatsen, waar Michael bij is. Omdat ze vermoedt dat Michael de sleutel heeft gestolen en gedupliceerd.
- Tweener wil naar een andere cel. Tweener wil dat Michael zijn celmaat vermoordt. Michael weigert en in zijn cel neemt Tweener een scheermesblad van onder een matras en castreert Avacado.
- Lincoln wordt opnieuw opgepakt door Bellick en wordt in de gevangenis in de isoleercel geplaatst.

### Titelverklaring
"The Key" slaat op de sleutel die Michael, zoals afgesproken, van Nika (zijn vrouw, met wie hij een schijnhuwelijk heeft) zou krijgen, en op Sara die eigenlijk de sleutel van alles blijkt te zijn.

## Tonight
- Als Bellick het gat ontdekt kan Westmoreland hem nog net tegenhouden, er vindt een gevecht plaats en Westmoreland raakt ernstig gewond. Michael moet zijn ontsnappingsplan vervroegen, ze moeten deze avond nog ontsnappen in plaats van over drie dagen.
- C-note moet bleekmiddel meenemen uit de keuken om de gevangenispakken wit te maken.
- Michael vraagt aan Sara of ze de deur voor hen open wilt laten op de avond voor de ontsnapping.
- De gevangenen die zullen meedoen aan de ontsnapping gooien etenswaren en andere dingen over hun lakens om hun geur uit de cel te krijgen.
- Als Pope en een bewaker de Taj Mahal optillen zakt hij in elkaar, Pope laat Michael komen.
- Wanneer Michael in de kamer van Pope komt, bedreigt hij Pope met een mes. Hij zegt dat hij gaat ontsnappen en dat Pope ervoor moet zorgen dat Lincoln, die nog steeds in de isoleercel zit, mee kan.

### Titelverklaring
Tonight slaat op het feit dat de ontsnapping vanavond begint.

## Go
- Michael dwingt Henry Pope om Lincoln naar de ziekenboeg over te laten zetten en te zorgen dat hij daar moet overnachten. Ook laat hij tegen een andere bewaker zeggen dat Bellick een dagje vrij heeft genomen voor zichzelf, maar dat alles wel goed met hem gaat.
- Michael, T-Bag, C-note, Sucre, Manche, Tweener, Westmoreland, Abruzzi gaan via de wc van Michaels cel en volgen het pad naar de ziekenboeg.
- Als ze bij de ziekenboeg zijn aangekomen, overmeesteren ze de bewaker en bevrijden Lincoln. T-Bag pakt zijn handboeien, zonder dat de anderen het merken. Ze pakken een brandslang en binden deze vast aan het raam, om deze zo open te breken. Ze doen de andere helft van de brandslang in de lift. Eerst gaat de lift niet naar beneden, maar even later stapt Tweener de lift in en gaat de lift wel naar beneden. Later komt Tweener weer via de trap omhoog en Abruzzi zegt dat hij goed werk heeft verricht.
- Haywire heeft de portofoon gepakt van de bewaker en zegt dat hij hen gaat verraden als ze hem niet mee laten gaan, dus gaat hij ook mee.
- Pope is bevrijd door de bewakers en de secretaresse en slaat alarm.
- Het raam is open en Lincoln gaat als eerste, gevolgd door Abruzzi en daarna de rest.
- Halverwege valt Westmoreland neer omdat hij nog te weinig bloed in zich heeft door de snee die hij kreeg in het gevecht met Bellick. Michael kijkt of er nog iets te redden valt maar dit is niet het geval en Westmoreland sterft.
- Voordat Westmoreland (D.B. Cooper) sterft vertelt hij nog dat het geen 1 miljoen maar 5 miljoen dollar is en dat het in Utah ligt onder een Silo en vraagt aan Michael of hij naar zijn dochter wil gaan voordat deze sterft.
- Iedereen, behalve Michael en de neef van Sucre, is ondertussen ontsnapt. De neef van Sucre stelt voor dat Michael maar eerst moet gaan (de kabel was al wankel aan het worden).
- Als Michael op de helft is gaat het alarm af want ze hebben Henry Pope gevonden, De neef van Sucre raakt in paniek en gaat ook aan de kabel hangen maar deze knalt van de muur af. Hij komt op de grond en wordt gepakt. De bewakers dreigen hem te vermoorden als hij niet zegt wie er allemaal met hem mee waren.
- Michael knalt tegen de muur op, maar met hulp van Lincoln komt hij toch naar de overkant.

### Titelverklaring
De titel go slaat erop dat hun ontsnapping begint

## Flight

### Gebeurtenissen
- De gevangenen vluchten en kruipen achter een bosje totdat al de politie bij de gevangenis weg is, maar net voordat de laatste politiewagen wil wegrijden begint een politiehond te blaffen en rennen de gevangenen weg.
- Abruzzi heeft buiten de gevangenis een bestelbusje geregeld om mee te vluchten, Michael slaat de lichten kapot zodat ze niet gezien worden.
- Abruzzi dumpt Haywire door te zeggen dat de sleutel van het bestelbusje in de vuilnisbak verderop ligt. Hij geeft daarna de sleutel die in de zak zat aan Lincoln en ze rijden zonder Haywire weg.
- Op weg naar het vliegveld wil Abruzzi een wapen onder zijn stoel pakken om T-Bag te vermoorden maar net als hij het wil pakken, maakt T-Bag zijn handboeien aan Michael vast zodat ze hem niet kunnen dumpen.
- Het bestelbusje raakt vast in de modder, de gevangenen gaan te voet verder.
- Michael zegt tegen Tweener dat hij weg moet gaan. Tweener zegt dat ze broeders zijn. Michael reageert hier niet op en Tweener gaat weg. Later zie je dat Tweener achter in een paardentrailer stapt en naar St. Louis rijdt.
- De politie valt het huis van Sara binnen, ze vinden haar op de bank en zien dat ze er zeer slecht aan toe is door een overdosis aan drugs.
- De gevangenen moeten lopend naar het vliegveld maar doordat Michael en T-Bag aan elkaar zitten verliezen ze veel tijd. Zodra ze in een schuurtje aankomen, pakt John Abruzzi een bijl en hakt de hand van T-Bag af. De rest vertrekt en ze laten T-Bag, met een bloedende stomp en zijn hand op de grond achter.
- Het eindigt als Michael, Lincoln, Abruzzi, Sucre en C-note op het vliegveld het vliegtuig van Abruzzi weg zien vliegen. De politie komt met veel honden, auto's en helikopters. Ze rennen het bos in om te vluchten.

### Titelverklaring
De titel "Flight" geeft aan dat er 8 mannen op de vlucht zijn voor de autoriteiten. Ook refereert het aan de vlucht van Abruzzi's vliegtuig, die ze net missen.